# Liste de détroits
Voici une liste de détroits, classés par ordre alphabétique.
- Haut – A
- B
- C
- D
- E
- F
- G
- H
- I
- J
- K
- L
- M
- N
- O
- P
- Q
- R
- S
- T
- U
- V
- W
- X
- Y
- Z

## A
- Détroit d'Agattu — Îles Aléoutiennes
- Détroit d'Akashi — Japon
- Détroit d'Amchitka — Îles Aléoutiennes
- Passage d'Anegada — entre les Îles Vierges et Anguilla

## B
- Bab-el-Mandeb — relie la mer Rouge au golfe d'Aden
- Détroit de Balabac — entre Palawan, Philippines, et Bornéo
- Détroit de Bali — entre Bali et Java
- Détroit de Baltiisk — entre la baie de la Vistule et la baie de Gdańsk
- Le Détroit de Bass — entre l'Australie et la Tasmanie
- Détroit de Belle-Isle — entre Terre-Neuve et le reste du Canada
- Détroit de Béring — entre l'Asie et l'Amérique du Nord
- Bouches de Bonifacio - entre la Corse et la Sardaigne
- Canal du Bordelais ou Ha‘ava - entre Tahuata et Hiva Oa, dans les îles Marquises
- Bosphore — entre l'Europe et l'Asie
- Bungo Channel — Japon

## C
- Détroit de Cabot — entre Terre-Neuve et l'Île du Cap-Breton
- Détroit de Canso — entre l'Île du Cap-Breton et la Nouvelle-Écosse
- Détroit de Cebu — entre les îles de Cebu et Bohol aux Philippines.
- Détroit de Chatham — entre l'île Chichagof et l'île de l'Amirauté, en Alaska
- Détroit de Clarence — entre l'île du Prince-de-Galles et le reste de l'Alaska
- Détroit de Clarence — entre l'île de Qeshm et l'Iran
- Détroit de Chelikhov — entre l'Alaska et l'île Ko
- Détroit de Cook — entre l'île du Nord et l'île du Sud de la Nouvelle-Zélande
- Détroit de Corée — entre la Corée et le Japon
- Détroit de Corfou - entre l'Albanie et l'ile de Corfou
- Canal de Corinthe - entre le Péloponnèse et la péninsule des Balkans

## D
- Détroit de Dampier — à l'Ouest de la Nouvelle-Guinée
- Détroit de Danemark - entre l'Islande et le Groenland
- Détroit des Dardanelles — entre l'Europe et l'Asie
- Détroit de Davis — entre l'île de Baffin et le Groenland
- Rivière Détroit — entre les États-Unis (Détroit et Trenton) et le Canada (Windsor et Amherstburg). Il relie le lac Sainte-Claire au lac Érié.
- Détroit Diligent - dans l'archipel des Andaman
- Bouches du Dragon (Boca del Dragón) — entre Trinidad et le Venezuela
- Passage Drake — entre l'Amérique du Sud et l'Antarctique

## F
- Détroit de Floride — entre la Floride et Cuba
- Détroit de Formose — entre la Chine et Taïwan
- Chenal du Four — entre l'archipel de Molène (Bretagne, France) et la pointe Saint-Mathieu (France)
- Passage du Fromveur — entre l'île d'Ouessant (Bretagne, France) et l'île de Molène (Bretagne, France)
- Détroit Fury et Hecla — entre l'île de Baffin et la péninsule Melville, au Canada

## G
- Détroit de Gaspar - entre les îles de Bangka et Belitung en Indonésie
- Détroit du Géographe — entre l'île Schouten et la péninsule Freycinet (mer de Tasman)
- Détroit de Géorgie — entre l'île de Vancouver et le reste de la Colombie-Britannique
- Détroit de Gibraltar — entre l'Europe et l'Afrique
- Golden Gate — entre le comté de Marin et San Francisco, en Californie
- Grand Belt — Danemark
- Passage de la Guadeloupe — au Nord de la Guadeloupe
- Détroit de Gerlache— entre l'archipel Palmer et la péninsule Antarctique

## H
- Détroit d'Hecate — entre les îles de la Reine-Charlotte et la Colombie-Britannique
- Détroit d'Hinlopen — entre les îles de Spitzberg et de Nordaustlandet de l'archipel de Svalbard
- Détroit de Homfray — dans l'archipel des Andaman
- Détroit d'Honguedo — entre l'Île d'Anticosti et la péninsule de Gaspé au Québec
- Détroit de Hōyo — entre l'île de Shikoku et l'île de Kyūshū au Japon
- Détroit d'Hudson — entre l'île de Baffin et le Québec

## I
- Détroit d'Indochine

## J
- Détroit de Jacques-Cartier — entre l'île d'Anticosti et la Côte-Nord au Québec
- Détroit de Juan de Fuca — entre l'île de Vancouver et l'Etat de Washington

## K
- Détroit de Kalmar — entre Öland et Småland
- Détroit de Kanmon — entre Honshū et Kyūshū
- Détroit de Karimata — entre Sumatra et Bornéo
- Détroit de Kara — entre la Nouvelle-Zemble et l'Île Vaïgatch entre la mer de Kara et la mer de Barents, dans l'océan Arctique
- Détroit de Kassos - entre Kassos et la Crète
- Kattegat — entre le Danemark et la Suède
- Détroit de Kertch — entre la Crimée et la Russie
- Détroit de Kil — entre Honshū et Shikoku
- Détroit de Kitan — Japon
- Détroit de Kwangtung
- Kyle of Bute - Écosse, à l'est du Kintyre

## L
- Détroit de La Pérouse — entre l'île de Sakhaline et le Japon
- Détroit de Lancaster — entre l'île de Baffin et l'île Devon
- Détroit de Le Maire — entre la Terre de Feu et l'île des États
- Détroit de Lembeh — entre les îles de Célèbes et Lembeh
- Détroit de Lombok — entre les îles de Bali et Lombok
- Détroit de Luçon — entre Taïwan et Luçon, Philippines

## M
- Détroit de Mackinac — entre les péninsules supérieure et inférieure du Michigan
- Détroit de Macassar — entre Bornéo (Kalimantan) et Sulawesi
- Détroit de Madura - entre Java et Madura
- Détroit de Magellan — entre l'Amérique du Sud et la Terre de Feu
- Détroit de Makassar : voir à détroit de Macassar
- Détroit de Malacca — entre la Malaisie et Sumatra
- Détroit de Mare Island
- Passage de la Martinique — entre la Dominique et la Martinique
- Détroit de McClure — entre l'île de Melville et l'île Banks
- Détroit de Mc Murdo - entre l'île de Ross et l'Antarctique
- Détroit de Menai — entre Anglesey et le reste du Pays de Galles
- Détroit de Messine — entre la Sicile et le reste de l'Italie
- Canal du Midi et de la Gironde — entre la Méditerranée et l'Atlantique
- Détroit de Mindoro — entre Mindoro et Palawan aux Philippines
- Canal de la Mona — entre Hispaniola et Porto Rico
- Canal du Mozambique - entre le Mozambique et Madagascar

## N
- Détroit de Nares — entre l'île Ellesmere et le Groenland
- The Narrows — entre Staten Island et Brooklyn, à New York
- Détroit de Naruto — entre l'île d'Awaji et l'île de Shikoku (Japon)
- Nord - (Canal du) - entre l'Écosse et l'Irlande
- Détroit de Northumberland — entre l'île-du-Prince-Édouard et le Nouveau-Brunswick

## O
- Øresund — entre le Danemark et la Suède
- Détroit d'Ormuz — entre l'Arabie et l'Iran
- Canal d'Otrante — entre l'Italie et l'Albanie

## P
- Détroit de Palk — entre l'Inde et le Sri Lanka
- Canal de Panama — entre l'Océan Pacifique et le l'Océan Atlantique
- Pas de Calais — entre la France et le Royaume-Uni
- Passage du Vent - entre Cuba et Haïti
- Petit Belt — entre la péninsule du Jutland et l'île de Fionie — Danemark
- Détroit de Pease
- Détroit de La Pérouse - entre Sakhaline et Hokkaidō
- Pertuis d'Antioche — entre l'île de Ré et l'île d'Oléron, en France
- Baie du Prince-William - Alaska - lieu de naufrage de l'Exxon Valdez.

## Q
- Détroit de Qiongzhou — entre Hainan et Guangdong

## R
- Rivière Détroit — entre le lac Sainte-Claire et le lac Érié
- La Rivière Salée — entre l'île de Basse-Terre et celle de Grande-Terre, en Guadeloupe
- Raz de Sein — entre la pointe du Raz et l'île de Sein en Bretagne (France)

## S
- Canal Saint-Georges — entre le Pays de Galles et l'Irlande
- Détroit de San-Bernardino — entre Luçon et Samar, aux Philippines
- Détroit de San Juanico — entre Samar et Leyte, aux Philippines
- Détroit de Sandro -- Il sépare l'océan Pacifique et l'océan Arctique
- Canal de Sicile — entre la Sicile et l'Afrique
- Skagerrak — entre le Danemark, la Norvège et la Suède
- Détroit de Smith - entre le Groenland et l'île d'Ellesmere
- Détroit de Sumba — entre Florès et Sumba, Indonésie
- Détroit de la Sonde — entre Sumatra et Java
- Détroit de Surigao — entre Leyte et Mindanao, aux Philippines
- Canal de Suez - entre la mer Méditerranée et la mer Rouge

## T
- Détroit de Tablas — entre Mindoro et Panay, aux Philippines
- Détroit de Taïwan — entre Taïwan et la Chine continentale
- Détroit de Tañon — entre Negros et Cebu, aux Philippines
- Détroit de Tatarie — entre Sakhaline et le reste de l'Asie
- Passage de la Teignouse — entre Belle-Île et la presqu'île de Quiberon en Bretagne (France).
- Détroit de Tiran — entre la péninsule du Sinaï et l'Arabie saoudite
- Détroit de Torres — entre la Nouvelle-Guinée et l'Australie
- Détroit de Tsugaru — entre Hokkaidō et Honshū, au Japon
- Détroit de Tsushima — entre l'île Iki et la péninsule coréenne

## V
- Détroit de Vitiaz — entre la Nouvelle-Guinée et la Nouvelle-Bretagne

## W
- Passage Windward — entre Cuba et Hispaniola

## Y
- Canal du Yucatán — entre le Mexique et Cuba

## Z
- Détroit de Zanzibar